# Consuelo (serie de televisión)
Consuelo es una serie de televisión de streaming de comedia dramática mexicana creada por Juan Carlos Aparicio Schlesinger y Mateo Stivelberg.
La serie es protagonizada por Cassandra Sánchez Navarro, Erick Chapa, Catherine Siachoque y Lincoln Palomeque. Se estrenó en Vix el 19 de abril de 2024.

## Sinopsis
Ambientada en el año 1955, la serie sigue a Consuelo, una ama de casa de clase alta que parece vivir una vida perfecta hasta el momento en que es abandonada por su marido. Tras padecer el rigor de ser una mujer dejada y en busca de llegar a fin de mes, Consuelo decide vender consoladores, enfrentando a los tabués de la época.

## Reparto

### Principal
- Cassandra Sánchez Navarro como Consuelo de Portillo
- Erick Chapa como Fernando Palomares
- Catherine Siachoque como Olga Pontón de Acevedo
- Eileen Yáñez como Matilde
- Sofía Monarrez como Martha Patricia Portillo
- Camila Núñez como Cecilia Portillo
- Alexander Ventosa como Andrés Portillo
- Lincoln Palomeque como Carlos Julio Portillo

### Recurrente
- Paula Barreto como Theresa Palomares
- Verónica Bravo como Ingrid
- Yuri Vargas como Lucy
- Essined Aponte como Leticia
- Alejandro Gutiérrez como Pedro Rivapalacios
- Ana Celeste Montalvo como Luisa
- Maura Palma como Eva
- Camila Rojas como Genoveva «La Beba» Lombardo
- Mario Ruiz como Joaquín Acevedo
- Ricardo Leguízamo como Sergio Rivapalacios
- Liseth Barrera como Mercedes de Rivapalacios
- Lina María Cabezas como Viviana
- Amalia Santamaría como Liliana
- Ana Jaraba como Amalia
- Eligio Meléndez como Carlos Portillo (padre)
- Santiago Miniño como Alonso
- Juan Sebastián Murcia como Héctor
- Juan Diego Rodríguez como Israel
- Elvira Trejo como Mamá Carlota

## Producción
La serie se anunció el 22 de junio de 2023.  La serie se estrenó el 19 de abril de 2024.